# Ray Lyman Wilbur
Pour les articles homonymes, voir Wilbur.
Ray Lyman Wilbur, né le 13 avril 1875 à Boone (Iowa) et mort le 26 juin 1949 à Stanford (Californie), est un docteur en médecine et homme politique américain. Membre du Parti républicain, il est secrétaire à l'Intérieur entre 1929 et 1933 dans l'administration du président Herbert Hoover.